# Río Belice (Italia)
El Belice (siciliano: Bèlici), conocida en los tiempos antiguos como "Ipsas" (gr. Υψας) es un río del sudoeste de Sicilia (Italia insular). Tiene una longitud de 107 kilómetros, el tercero de la región después del Imera Meridionale y el Simeto) y con una cuenca hidrográfica de 964 km², una de las mayores de Sicilia meridional por extensión. 
Desde su principal fuente cerca de Piana degli Albanesi va hacia el sur y el oeste durante 45,5 km conocida como Belice Destra (Belice Derecho) hasta que se le une por la izquierda una rama secundaria, el Belice Sinistro (Belice Izquierdo) de 42 km, que nace en las laderas de Rocca Busambra. Su curso atraviesa el territorio de tres provincias: Agrigento, Palermo y Trapani, interesando a los municipios de Menfi, Montevago, Camporeale, Partanna, Poggioreale y Castelvetrano. Desemboca en el Canal de Sicilia al este del yacimiento arqueológico de la Antigua Grecia de Selinunte. En época clásica era conocida como el Hypsas.

## Historia
La sección media del valle de Belice fue afectado por varios terremotos en enero de 1968 que destruyeron por completo numerosos centros de población, incluyendo Gibellina, Montevago y Salaparuta. 370 personas murieron, un millar resultaron heridas y alrededor de 70 000 personas quedaron sin hogar.